# Japan Post Bank
Japan Post Bank Company, Limited (JP Bank. яп. 株式会社ゆうちょ銀行) — японський банк. Штаб-квартира компанії розташована в Токіо.
Фінансова установа, заснована 1 жовтня 2006, є дочірньою компанією групи поштових та фінансових послуг Japan Post Holdings.
Це один з двох банків, що мають філії в кожній префектурі в Японії, інший — в Mizuho Bank. Банк управляє депозитами приблизно 188 трлн єн (1,1 трлн євро).